# Multisaari (ö i Kajanaland, Kehys-Kainuu, lat 64,25, long 29,76)
Multisaari är en ö i Finland. Den ligger i sjön Lentua och i kommunen Kuhmo i den ekonomiska regionen  Kehys-Kainuu  och landskapet Kajanaland, i den centrala delen av landet, 500 km nordost om huvudstaden Helsingfors. Öns area är 1,02 kvadratkilometer och dess största längd är 2,3 kilometer i nord-sydlig riktning.